# Amos Pasternack
Amos Isak Pasternack, född 21 juni 1936 i Helsingfors, är en finländsk läkare, specialist i invärtes medicin och njursjukdomar.
Pasternack blev medicine och kirurgie doktor 1961. Han blev 1973 biträdande professor vid Helsingfors universitetscentralsjukhus IV medicinska klinik och var 1976–2001 professor i invärtes medicin vid Tammerfors universitet; dekanus vid medicinska fakulteten där i två repriser. Han har publicerat undersökningar speciellt om njursjukdomar. Han utnämndes till ordförande för läkarsällskapet Duodecim 2002. År 1998 mottog han Pohjola-priset och 1999 utsågs han av finländska Professorsförbundet till Årets professor. År 1983 kallades han till ledamot av Finska Vetenskaps-Societeten och år 1996  till ledamot av Finska Vetenskapsakademien.

### Uppslagsverk
- Amos Pasternack i Uppslagsverket Finland (webbupplaga, 2012). CC-BY-SA 4.0